# Michele Leone (scrittore)
Michele Leone (Bari, 4 maggio 1973) è un saggista, storico e filosofo italiano.
Le sue ricerche volgono prevalentemente sull’interpretazione dei significati dell’iniziazione e del simbolo, oltre allo studio delle società segrete e scuole iniziatiche. È divulgatore del pensiero esoterico occidentale.

## Biografia
Si laurea all'Università degli studi di Bari in Filosofia. Dopo due decenni di ricerche inizia la sua attività di divulgatore con la pubblicazione di  volumi e curatele e la partecipazione a molteplici iniziative come conferenze, corsi e convegni locali e nazionali. Nel 2014 partecipa al convegno Massoneria e Carboneria, Altomonte (CS) e nel 2015 è correlatore con Alessandro Meluzzi al convegno Simbologia templare, cavalleresca e massonica tenutosi a Cereseto (AL). Nel marzo 2023 è moderatore del convegno Filosofia e Magia nel Rinascimento, che ha  come relatori, tra gli altri: Fabrizio Lelli e Marco Matteoli. Per Mondi Velati Editore è stato responsabile della collana i Ritrovati. E' Responsabile del Comitato di Redazione del progetto editoriale Delta – Rassegna di Cultura Massonica -.
Ha fondato nel 2020 Lexincon Symbolorum, progetto enciclopedico per la catalogazione, lo studio e interpretazione del mondo dei simboli. In Storia della massoneria in Italia Aldo Mola lo cita e nel volume Torino fantastica, magica e leggendaria vi è una voce a lui dedicata: "Dalla fine degli anni Novanta ha indirizzato le sue ricerche prevalentemente nell'ambito delle <<scienze ermetiche>>, occupandosi in particolare di alchimia, astrologia e magia".
Aldo Mola in un suo articolo: "Così nacque, appunto, la massoneria moderna: catena di unione tra persone di scienza, votate al miglioramento di sé medesime e, proprio tramite, della loro comunità e dell’umanità intera. Michele Leone ne ha tracciato un’informata sintesi nella Guida alla Massoneria.
Si occupa del recupero di “classici” dimenticati come ad esempio l’opera di De Castro o di Queto e la riedizione di opere chiave del pensiero massonico ed esoterico. In particolar modo è focalizzato nella riedizione di opere edite tra il XVIII e il principio del XX secolo della nostra era.
Negli ultimi anni ha ampliato le sue ricerche approdando al mondo dell’enogastronomia al quale ha dedicato anche un volume: Viaggio tra le Confraternite enogastronomiche d’Italia. "Già autore di libri sulle società segrete e sulla massoneria, Leone “alleggerisce” avvicinandosi ai confratelli del gusto da storico affascinato e non da turista occasionale, scegliendo di proporre un altro tipo di “iniziazione”, tra tortelli e birre, risotti, costine di maiale in umido e piatti di baccalà".
Dalle sue opere e interventi pubblici emerge un approccio logico e razionale alle problematiche trattate e tra i suoi scopi primari, unitamente alla divulgazione, vi è quello di mettere in guardia quanti si avvicinano a certi studi da truffatori e persone pericolose.
Quattro aspetti del Pensiero di Leone
Primato della Storia: Leone pone al centro delle sue ricerche la storia. Egli considera l'esoterismo non come una realtà astratta o eterna, ma come un fenomeno storico, radicato in contesti culturali specifici e in continua evoluzione.
Centralità del Simbolo: Il simbolo, per Leone, è lo strumento fondamentale per comprendere le tradizioni esoteriche. Ogni simbolo è portatore di significati multipli e stratificati, che si rivelano solo attraverso un'attenta analisi storica e culturale.
Iniziazione e Trasformazione: L'iniziazione, secondo Leone, non è solo un rito formale, ma un percorso di trasformazione interiore. Attraverso i rituali e i simboli, l'iniziato può accedere a livelli più profondi di conoscenza e di consapevolezza.
Interconnessione delle Tradizioni: Leone sottolinea l'interconnessione tra le diverse tradizioni esoteriche, evidenziando i temi e i simboli comuni che le uniscono.

## Opere

### Autore
- Il linguaggio simbolico dell'esoterismo, con Massimo Centini, Acireale, Tipheret, 2013. ISBN 88-6496-132-1.
- Le magie del simbolo. Dall'anhk al tatuaggio, con Giovanni Zosimo, Tipheret, 2015. ISBN 88-6496-179-8.
- Misteri Antichi e Moderni. Indagine sulle società segrete, Torino, Yume, 2015. ISBN 88-9886-217-2.
- Guida alla Massoneria. Un viaggio nei misteri dell'iniziazione, Bologna, Odoya, 2017. ISBN 88-6288-375-7.
- Guida alle società segrete, Bologna, Odoya, 2018. ISBN 88-6288-446-X.
- Viaggio tra le confraternite enogastronomiche d'Italia, Bologna, Odoya, 2018. ISBN 88-6288-505-9.

### Curatore
- Enrico Queto, Cenni importanti sull'origine e scopo della massoneria, a c. di Michele Leone, Chivasso, Mondi Velati Editore, 2013.  ISBN 97-88-8979 900-62.
- Papus, Ciò che deve sapere un maestro massone, a c. di Michele Leone, Acireale, Tipheret, 2014. ISBN 88-6496-146-1.
- Giovanni De Castro, Il Mondo Secreto vol. I, a c. di Michele Leone, Mondi Velati Editore e Tipheret, 2014.
- Goblet D’Alviella, Le origini del grado di Maestro nella Libera Muratoria, a c. di Michele Leone, Mondi Velati Editore e Tipheret, 2016.
- Gabriele Rosa, L'alchimia dalla sua origine sino al secolo XIV e la COMPOSTELLA: Opera di Frate Bonaventura D'Iseo, a c. di Michele Leone, Mondi Velati Editore e Tipheret, 2016.
- Giovanni De Castro, Il Mondo Secreto vol. II, a c. di Michele Leone, Mondi Velati Editore, 2016.
- Luigi Stallo, Storia e intenti della Massoneria, a .c di Michele Leone, Tipheret, 2023. ISBN 978-88-6496-695-3